# Viktor von Ebner-Rofenstein

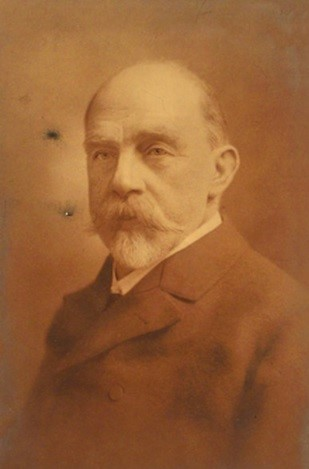
Viktor von Ebner-Rofenstein

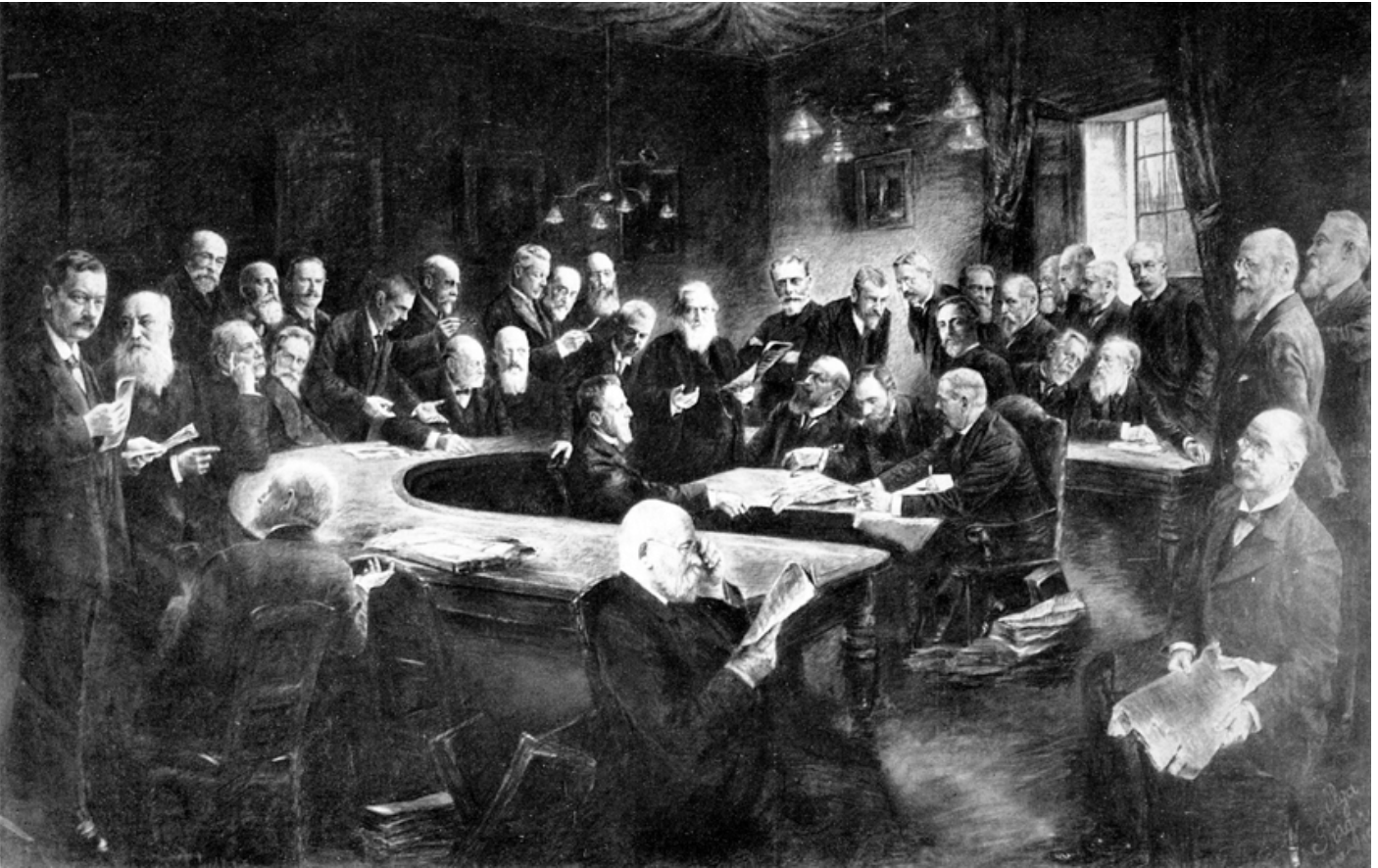
Das Professorenkollegium der medizinischen Universität Wien, Kreidezeichnung von Olga Prager, Wien 1908–1910. Im Dekanatszimmer der medizinischen Fakultät der Universität Wien.

Viktor von Ebner-Rofenstein (* 4. Februar 1842 in Bregenz, Kaisertum Österreich; † 20. März 1925 in Wien) war ein österreichischer Histologe.

## Leben
Anton Gilbert Victor Ebner-Rofenstein war der Sohn des Vorarlberger Kreishauptmanns Johann Nepomuk von Ebner-Rofenstein. Er studierte zunächst an der Universität Innsbruck und wurde 1860 mit dem Grafen Arthur von Enzenberg im Corps Chinesia aktiv. Er wechselte an die Georg-August-Universität Göttingen, wo er im Wintersemester 1861/62 der Burschenschaft Hannovera beitrat. An der Universität Wien schloss er das Medizinstudium 1866 mit der Promotion ab. 1868 wurde er Assistent bei dem Physiologen Alexander Rollett in Graz. Er habilitierte sich 1870 in Innsbruck für Histologie und wurde Privatdozent für Histologie und Entwicklungsgeschichte. 1873 folgte er dem Ruf der Universität Graz als a.o. Professor für Histologie, Embryologie und Entwicklungsgeschichte. 1885 wurde er Ordinarius. Schließlich wurde er 1888 in Wien Nachfolger des Histologen Carl Wedl. Im akademischen Jahr 1907/08 war er Rektor der Universität Wien. Das Innsbrucker Corps Rhaetia – seit 1913 Traditionsträger der Chinesia – verlieh ihm 1914 die Mitgliedschaft. Nach 34 Amtsjahren wurde er 1922 emeritiert. Er starb mit 83 Jahren und wurde in einem Ehrengrab auf dem Wiener Zentralfriedhof (Gruppe 31 B, Reihe 12, Nr. 32) bestattet.

## Bedeutung
Als Wissenschaftler befasste sich Ebner-Rofenstein mit der mikroskopischen Analyse der verschiedenen menschlichen Gewebe, wie dem Bindegewebe, den Muskelfasern, Knochen und Zähnen. Er erreichte die Loslösung der Histologie von der Anatomie und Physiologie sowie deren Anerkennung als selbständiges Prüfungsfach in der neuen Studienordnung von 1903. Er beschäftigte sich mit zahlreichen histologischen und zoologischen Fragestellungen. Ihm gelang es erstmals, die Sertoli-Zellen von den Spermatogonien im Hoden abzugrenzen. Die seromuköse Drüsenendstücke mit ihren halbmondförmigen Endkappen werden nach ihm als Giannuzzi-Ebnersche-Halbmonde, die Spüldrüsen in den Geschmacksknospen als Ebnersche Spüldrüsen, die Anlagerungslinien zwischen Dentin und Zahnzement als Ebner-Linien bezeichnet.

## Ehrungen
- Hofrat (1877)

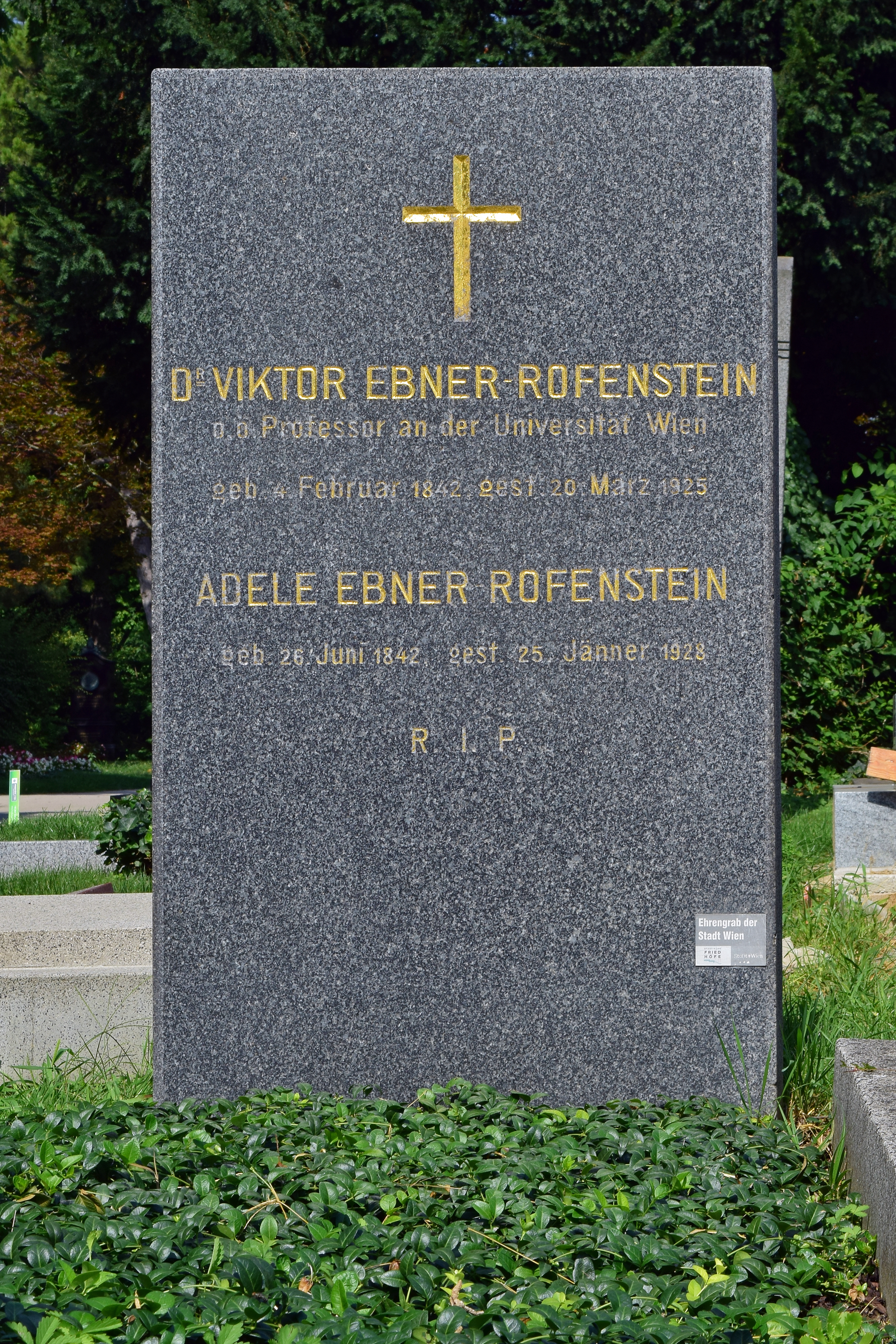
Ehrengrab

- Präsident des naturwissenschaftlichen Vereins (1877)
- Korrespondierendes (1882) und wirkliches (1890) Mitglied der Österreichischen Akademie der Wissenschaften.
- Korrespondierendes Mitglied der Preußischen Akademie der Wissenschaften (1920)[7]
- Zwei Nominierungen für den Medizinnobelpreis[8]
- Ehrengrab auf dem Wiener Zentralfriedhof (Gruppe 31 B)
- Ebner-Rofenstein-Gasse in Hietzing (1936)

## Schriften
- Untersuchungen über den Bau der Samencanälchen und die Entwicklung der Spermatozoiden. Leipzig 1871.
- Die acinösen Drüsen der Zunge. Graz 1873.
- Über den feineren Bau der Knochensubstanz. Sitzungsbericht der kaiserlichen Akademie der Wissenschaften. Mathematisch-naturwissenschaftliche Classe, 1875.
- Mikroskopische Studien über Wachsthum und Wechsel der Haare. Sitzungsbericht der kaiserlichen Akademie der Wissenschaften. Mathematisch-naturwissenschaftliche Classe, 1876.
- Untersuchungen über die Ursachen der Anisotropie organisierter Substanzen. Leipzig 1882.
- Über den feineren Bau der Skelettheile der Kalkschwämme. Sitzungsbericht der kaiserlichen Akademie der Wissenschaften. Mathematisch-naturwissenschaftliche Classe, 1887.
- Histologie der Zähne. In: Julius Scheff (1846–1922): Handbuch der Zahnheilkunde. Leipzig / Wien 1890.
- Über den Bau der Chorda dorsalis der Fische. Sitzungsbericht der kaiserlichen Akademie der Wissenschaften. Mathematisch-naturwissenschaftliche Classe, 1896.
- Albert von Kölliker (Hrsg.): Handbuch der Gewebelehre. Band 3, 6. Auflage, 1889–1892.